# Geografia dels Estats Units

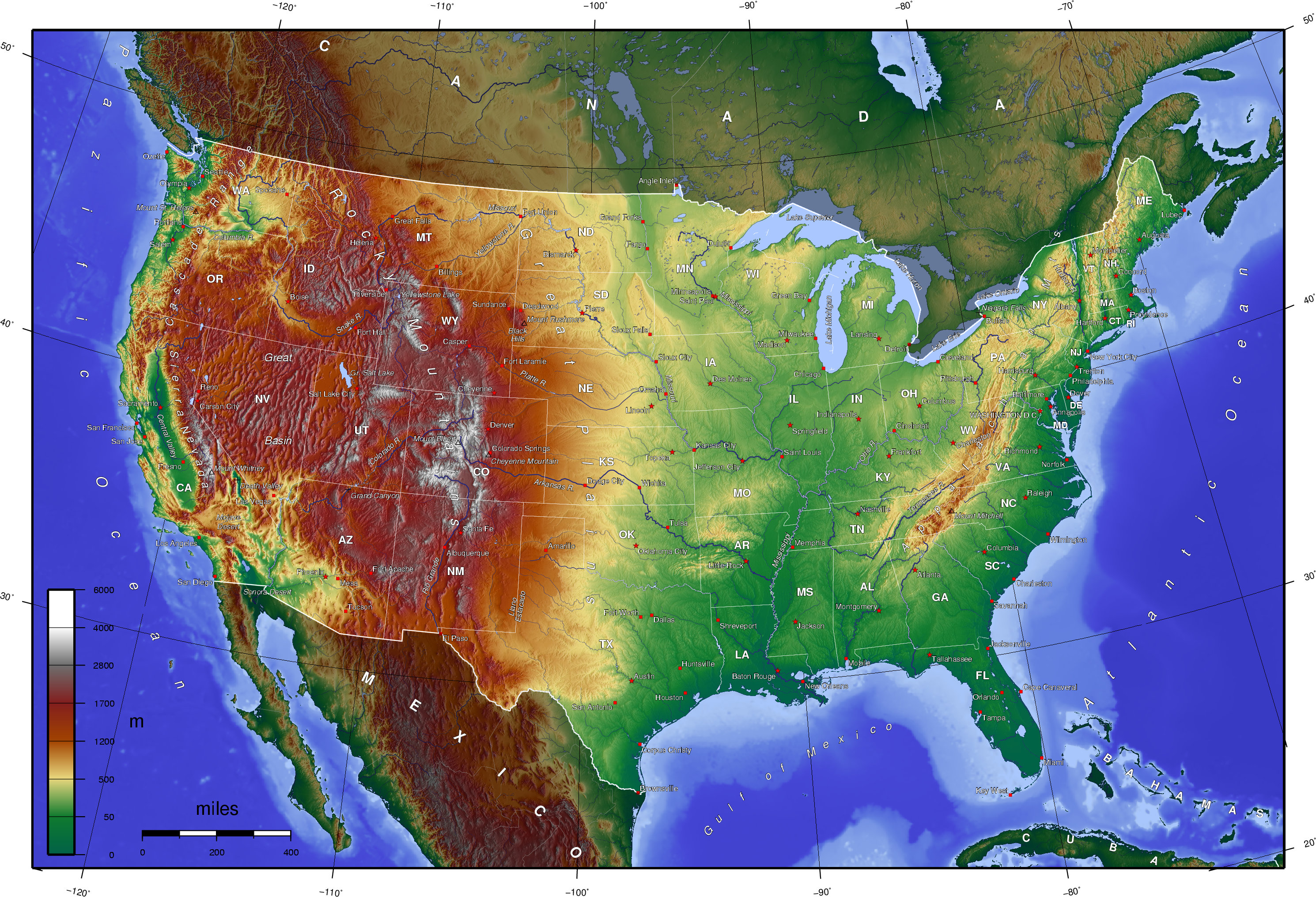
Mapa topogràfic dels Estats continentals

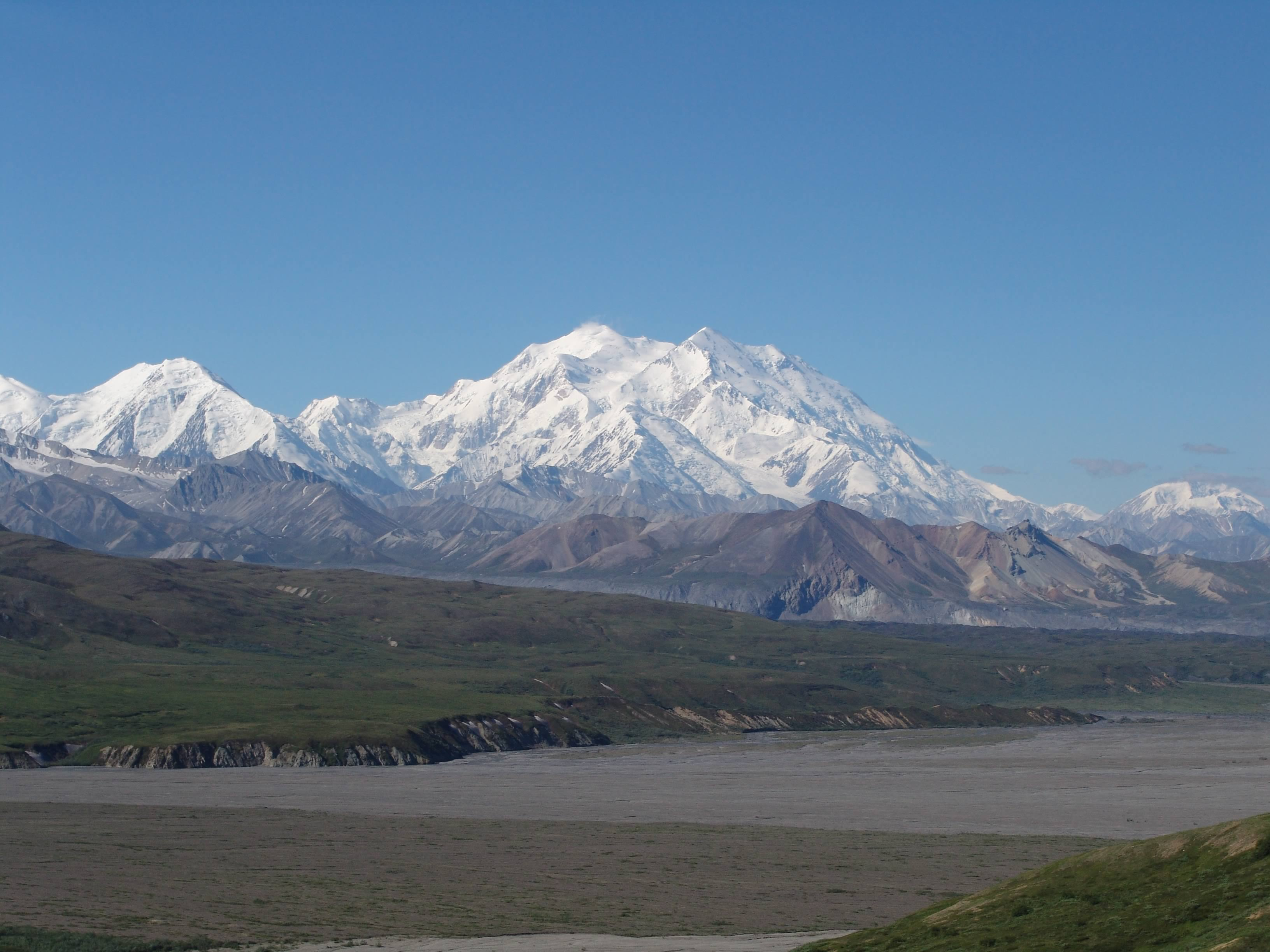
Mount McKinley

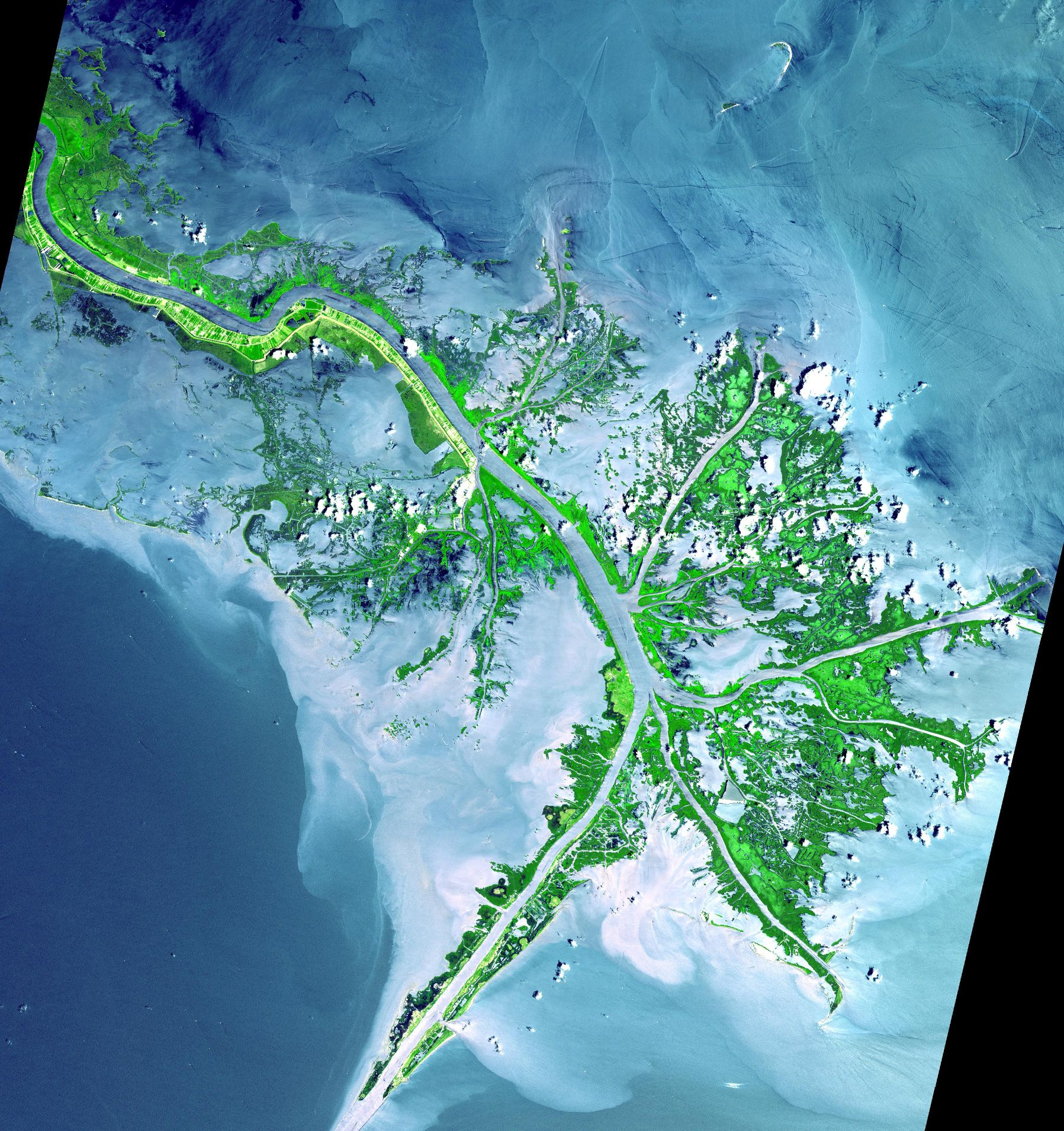
Imatge per satèl·lit del delta del Mississipi

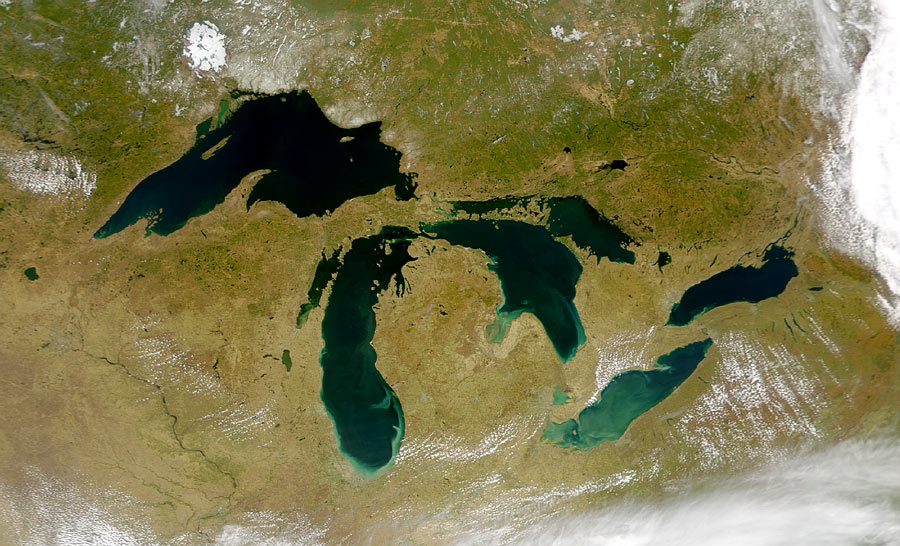
Imatge per satèl·lit dels Grans Llacs

Els Estats Units són situats gairebé en la seva totalitat a l'hemisferi occidental: els quaranta-vuit estats continentals o contigus es troben al centre del subcontinent nord-americà i s'estenen de l'oceà Atlàntic al Pacífic. Limiten al nord amb el Canadà, i al sud amb Mèxic i amb el Golf de Mèxic. Alaska, l'estat més gran en superfície i separat dels estats continentals pel Canadà, limita amb l'oceà Pacífic al sud i amb l'oceà Àrtic al nord. Hawaii és un arxipèlag del Pacífic central al sud-est de l'Amèrica del Nord. Estats Units és el tercer o quart país més gran del món—depenent de com es consideren les disputes territorials entre la Xina i l'Índia. Els Estats Units també administren diversos territoris insulars del mar Carib i de l'oceà Pacífic.
La plana costanera de l'Atlàntic dona lloc a boscos caducifolis i la serralada de Piedmont. La cadena muntanyenca dels Apalatxes separen el litoral dels Grans Llacs i les pastures de l'Oest Mitjà. El sistema fluvial del Mississipi-Missouri, el quart més gran del món en extensió, flueix de nord a sud del centre del país. Les planes fèrtils, conegudes com les Grans Planes s'estenen cap a l'oest. Les muntanyes Rocoses s'estenen de nord a sud a l'oest de les Grans Planes. L'àrea que es troba a l'oest d'aquesta cadena muntanyenca és desèrtica (s'hi troben el Desert del Mojave i la Gran Conca). La Sierra Nevada s'estén de manera paral·lela a les Rocoses, a prop de la costa del Pacífic. Amb 6.194 msnm, el Mont McKinley és el pic més alt del país. Hi ha volcans actius a l'Arxipèlag Alexander i les Illes Aleutianes; tot l'estat de Hawaii es trobe sobre illes volcàniques tropicals.
Els principals rius dels Estats Units són: 
| Nom        | Llargada en km | Conca hidrogràfica en km² |
| ---------- | -------------- | ------------------------- |
| Missouri   | 4.370          | 1376180                   |
| Mississipi | 3.778          | 2981076                   |
| Yukon      | 3.185          | 847.600                   |
| Riu Bravo  | 3.060          | 607.965                   |
| Arkansas   | 2.348          | 505.000                   |
| Colorado   | 2.317          | 629.100                   |
| Ohio       | 2.102          | 490.601                   |
| Columbia   | 2.044          | 668.217                   |
| Snake      | 1.670          | 279.719                   |
| Kuskokwim  | 1.165          | 120.000                   |
| Tennessee  | 1.049          | 105.870                   |

Els Grans Llacs (Superior, Huron, Michigan, Erie i Ontario) representen en conjunt una superfície d'uns 250.000 km², gairebé la meitat de la península Ibèrica. Els altres llacs importants són: el Pontchartrain, el Gran Llac Salat (Great Salt Lake), el Champlain, el Mead, el Powell, el Utah, i el Tahoe.

## Relleu
És el segon país més gran del continent americà després del Canadà i el tercer del món, superat per Rússia i el Canadà, Situat a la franja central d'Amèrica del Nord, s'estén des de la costa atlàntica fins a la costa del Pacífic. Al nord comparteix amb el Canadà la frontera desarmada més llarga del món (8.893 km) i al sud limita amb Mèxic. Està format per 48 estats contigus, més Alaska en el nord-oest i les illes Hawaii en el Pacífic 

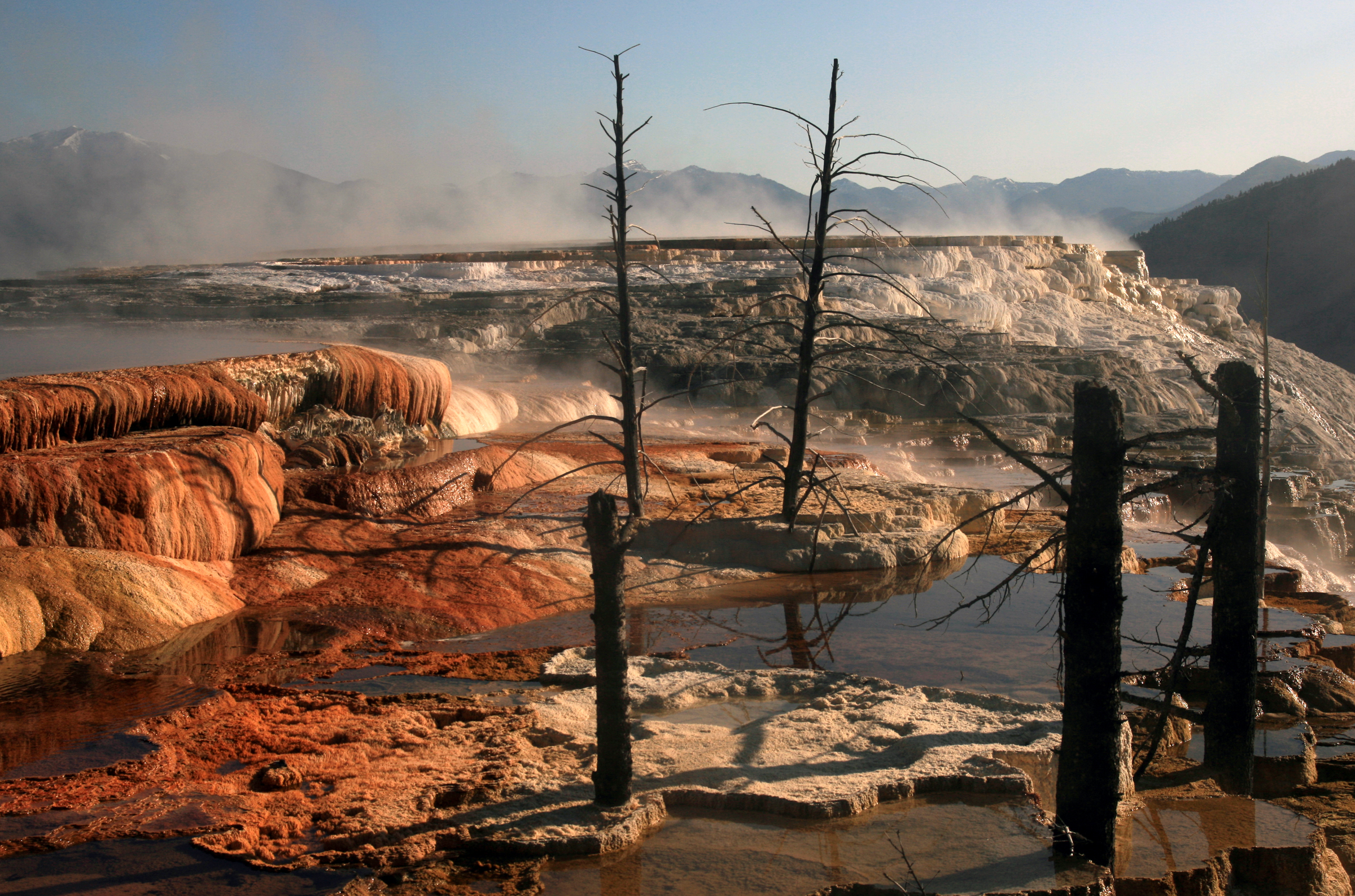
Parc nacional de Yellowstone, és un dels llocs naturals més significatius dels Estats Units.

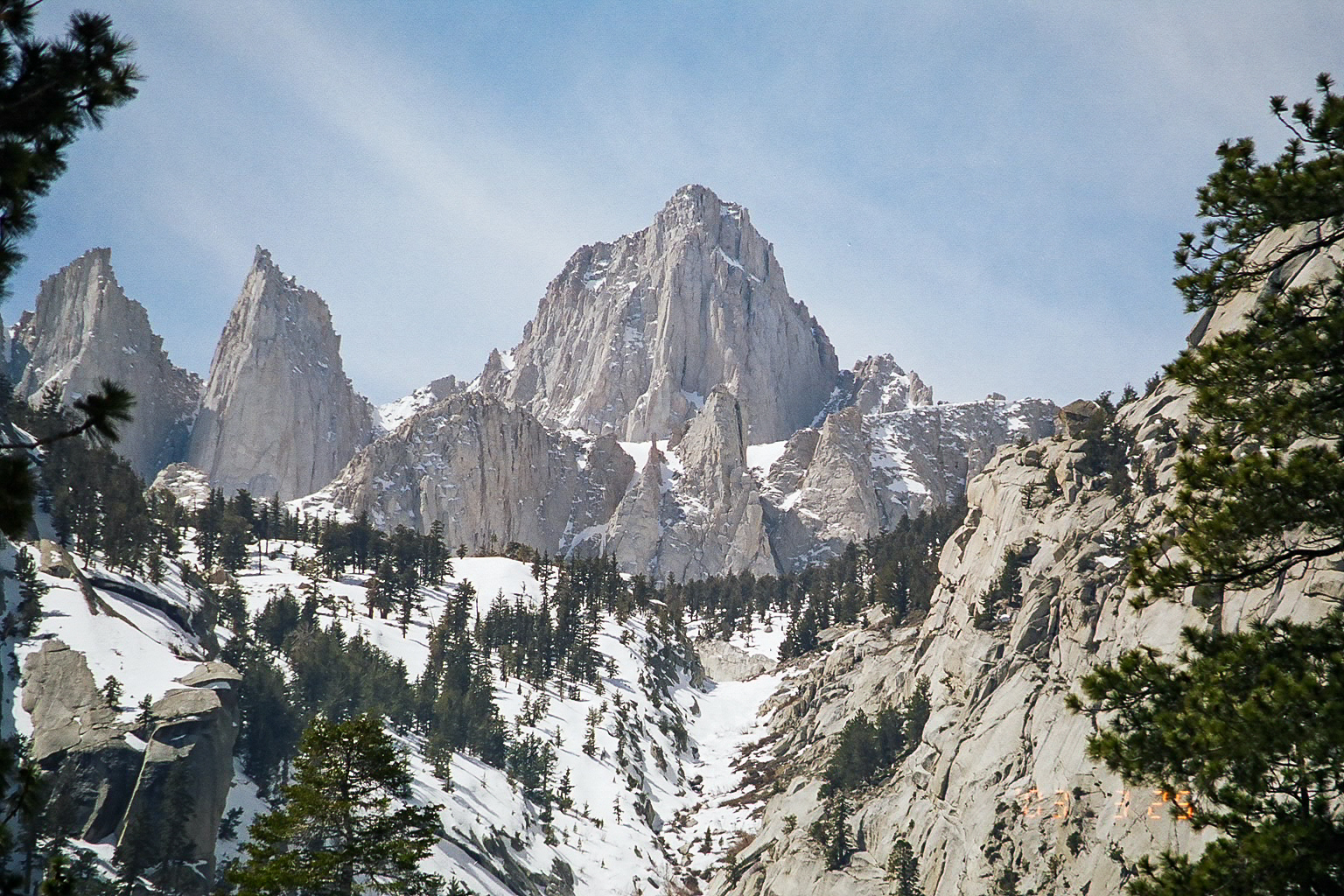
La Muntanya Whitney és el lloc més alt dels 48 estats contigus.

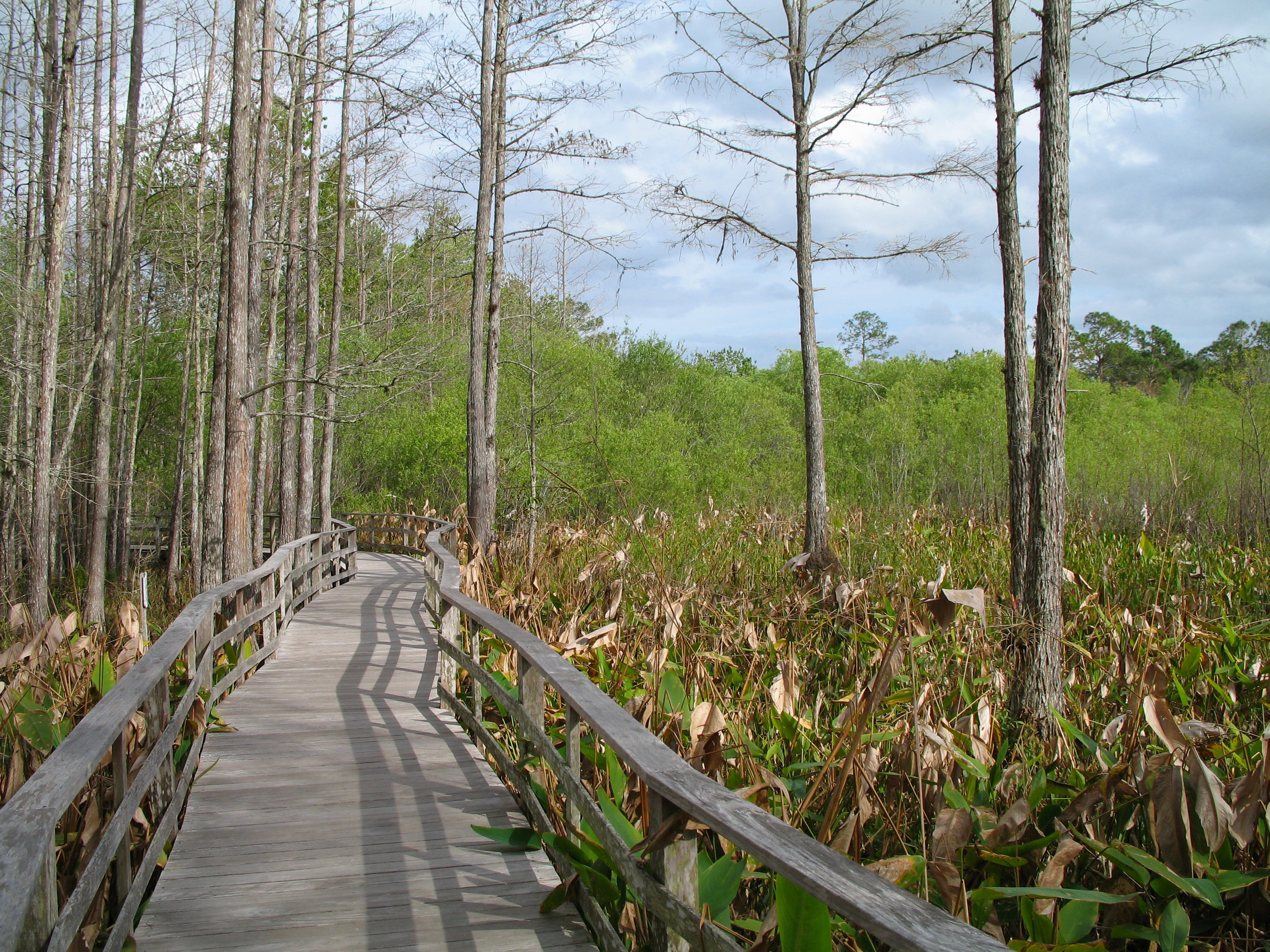
Parc Nacional dels Everglades, a Florida.

Les principals unitats del relleu dels Estats Units són el sistema dels Apalatxes, el sistema occidental i les planes interiors.
1. Apalatxes: És una serralada d'orogènia relativament antiga, orientada del nord-est al sud-oest, a prop de la costa atlàntica i separada d'aquesta última per la plana litoral. Es divideix en tres cadenes: septentrional -localitzada gairebé totalment en territori canadenc i modelada pel glaciarisme-, la central i la meridional (aquesta última formada pels Apalatxes en si). Aquests últims es divideixen en dues branques: l'oriental (integrada pels Monts Blaus) i l'occidental. És a les Muntanyes Blaves on es presenten les màximes altituds de la serralada (Mt. Mitchell: 2.037 m). La línia occidental està formada per nombrosos plecs que han donat origen a un paisatge de crestes i valls per on els rius han excavat el seu curs. La Gran Vall és la depressió que separa ambdues alineacions.
El clima de tota la regió és temperat i humit, amb hiverns suaus en els quals la irrupció de masses d'aire polar provoca descensos bruscs de les temperatures i gelades. Els estius són càlids i humits, a conseqüència de l'arribada de masses d'aire marítim tropical. Les pluges són abundants tot l'any, però augmenten a l'estiu. El règim pluviomètric oscil·la entre els 1.000 i 1.500 mil·límetres anuals. A l'hivern són freqüents les nevades, que es mantenen en els cims dels Apalatxes fins al desglaç primaveral. El clima afavoreix la presència d'extensos boscos caducifolis.
2. Sistema occidental: El componen dos conjunts muntanyencs d'orografia recent: les muntanyes Rocoses a l'est i les Serralades del Pacífic a l'oest. Les Rocoses recorren el país de nord a sud i es divideixen en quatre sectors: les Rocoses del Sud, el primer d'aquests quatre sectors, està format per dues cadenes orientades de nord a sud, amb nombrosos pics que superen els 4.000 metres d'altura. El seu cim més alt és la Muntanya Elbert (4.399 metres) i el límit de neus perpètues se situa entorn dels 3.000 metres. Les Rocoses Centrals constitueixen el segon sector i segueixen la mateixa orientació, excepte en els Monts Vinta, que discorren d'oest a est. Les Rocoses del Nord registren altures menors i les Rocoses Canadenques formen l'àrea més septentrional d'aquesta cadena.
En el vessant occidental de les Rocoses se succeeixen els altiplans. Els principals són l'Altiplà del Colorado (formada per planells que s'alternen amb profunds canons), l'Altiplà de Colúmbia-Snake i la Gran Conca. En aquesta última abunden els dipòsits salins i deserts com el del Gran Llac Salat o la Vall de la Mort (depressió que registra el seu punt més baix a -86 metres per sota del nivell del mar).
A les Rocoses el clima és de muntanya. La temperatura baixa i la insolació augmenta amb l'altitud. Les pluges també augmenten però només fins als 2.000 o 3.000 metres, a partir d'aquestes altures disminueixen. A les zones més elevades les precipitacions cauen en forma de neu. A les àrees més baixes dominen els prats, que són substituïts per boscos temperats de coníferes conforme augmenta l'altitud. A les regions més altes apareixen prats amb arbustos aïllats. Les espècies vegetals dominants són el pi i l'avet i la fauna es compon d'ants, ossos, bisonts, linxs, llúdries i diverses espècies d'àguiles.
A la Gran Conca i la Vall de la Mort el clima és estepari o desèrtic, amb temperatures mitjanes que superen els 35 °C. La màxima temperatura que s'ha registrat a Amèrica del Nord es va donar precisament a la Vall de la Mort (57 °C). Les precipitacions són escasses a causa de la presència de les Serralades del Pacífic. Aquesta barrera muntanyenca frena les masses d'aire humit procedents de l'oceà Pacífic, la qual cosa ocasiona l'escassetat de pluges a totes les terres localitzades a l'est del sistema muntanyenc. Associat a aquest fenomen apareix el foëhn, també anomenat chinook, un vent càlid i sec que descendeix de les muntanyes a la plana. Els matolls i arbustos dominen el paisatge, habitat per rosegadors i rèptils.
3. Sierra Nevada i la Serralada de les Cascades: Són els dos contraforts interiors de les Serralades del Pacífic. Els seus cims superen els 4.000 metres d'altura (Muntanya Whitney, 4.418 metres a Califòrnia, el més elevat dels Estats Units continentals). La Serralada de les Cascades alberga múltiples volcans, entre els quals estan: Rainier (4.392 m); Baker (3.285 m); Hood (3.424 m); Adams (3.751 m); Shasta (4.317 m); Lassen (3.187 m) & el Santa Helena (2.550 m).
Les serralades costaneres són les alineacions exteriors i els seus cims tenen una altura mitjana de 2.000 metres. En aquesta regió, en la confluència de les Placa Nord-americana i Placa del Pacífic, es localitza la Falla de Sant Andreu, que origina nombrosos moviments sísmics. El clima és temperat, amb una elevada humitat, per la proximitat del Pacífic i notables pluges, més abundants a l'hivern. El bosc temperat de coníferes perennifoli cobreix àmplies extensions. Destaquen els boscos de secuoies vermelles i gegants. L'avet de Douglas és una altra conífera típica.
4. Planes Interiors: Ocupen les terres situades entre els Apalatxes, les Rocoses, els Grans Llacs i el Golf de Mèxic. Entre elles es distingeixen tres regions: la conca del riu Mississipi, els Grans Llacs i les planes i muntanyes interiors. A la conca del riu Mississippi, el fenomen del glacialisme va donar lloc a l'aparició de nombrosos llacs i dipòsits de material arrossegats per les glaceres. Les més septentrionals són la continuació de la Prada Canadenca i estan separades de les planes litorals properes al Golf de Mèxic per les muntanyes interiors: Els Altiplans d'Ozark i els Monts d'Ouachita. El clima és continental, amb oscil·lacions acusades de temperatura, estius càlids i hiverns freds. Aquestes temperatures són més baixes al nord (Dakota del Nord, Dakota del Sud i Minnesota) i augmenten al sud (Texas, Kansas i Oklahoma). D'igual manera, les precipitacions són més abundants a mesura que s'avança cap als territoris de l'est. La vegetació varia del bosc (a les zones més humides i fredes) a la prada i les estepes amb herbes baixes i petits deserts a les més càlides i seques. El bisó americà és l'animal més emblemàtic de les prades.
5. Península d'Alaska: L'estat més septentrional del país és Alaska, una enorme península que comprèn, al nord, la Serralada de Brooks (els cims de la qual no superen els 200 metres) i al sud la Serralada d'Alaska (on es registra la major altura del país: Muntanya McKinley, 6.194 metres). La vall del riu Yukon (una regió de planes i altiplans) separa les dues serralades. També formen part d'Alaska l'arxipèlag volcànic de les illes Aleutianes i l'arxipèlag Alexander.
El clima és temperat a una estreta franja de la costa del Pacífic. A la resta de l'estat, el clima és subàrtic continental, fred i humit, amb un estiu curt i fresc. Les temperatures del mes més càlid no arriben als 15 °C, mentre que la del mes més fred descendeixen per sota dels -25 °C, amb una amplitud tèrmica anual de 40 °C. Aquestes baixes temperatures provoquen l'aparició del permafrost, sòl permanentment congelat la capa del qual més superficial es fon a l'estiu. Les precipitacions (líquides o en forma de neu), superen escassament els 300 mil·límetres anuals i són més abundants a l'estiu. La insolació varia entre les 6 i les 18 hores diàries, segons l'època de l'any. Les formacions vegetals adaptades a aquest clima són el bosc temperat de coníferes, format per avets, pins i la tundra. Quant a la fauna, destaquen l'os, la foca, la morsa, la llúdria, el castor i el llop. Els ossos de l'Illa Kodiak són els majors ossos bruns del planeta.
6. Hawaii: Juntament amb Alaska, Hawaii és l'altre estat que no és contigu a la resta dels estats de la Unió. Es tracta d'un arxipèlag volcànic situat al centre de l'oceà Pacífic. A l'illa de Hawaii (la major de l'arxipèlag) es troben dos dels volcans més actius del planeta: Mauna Loa (4.169 metres) i Mauna Kea (4.205 metres). L'arxipèlag gaudeix d'un clima tropical, amb una temperatura de 24 °C durant tot l'any i abundants precipitacions. El bosc tropical és la vegetació característica.

## Hidrografia
1. La regió dels Grans Llacs d'Amèrica del Nord: És la major extensió d'aigua dolça no gelada del planeta. La formen cinc llacs: llac Superior, Llac Huron, Llac Michigan, Llac Erie i Llac Ontario. Tots es troben entre els 173 i els 183 metres d'altitud, excepte l'Ontario, que es troba cent metres més a sota, desnivell salvat per les Cataractes del Niàgara. Tots ells (excepte el Llac Michigan, envoltat totalment de territori nord-americà) es troben a la zona fronterera, per la qual cosa el Canadà i els Estats Units comparteixen el seu domini i explotació. Aquest conjunt de llacs aboca les seves aigües a l'oceà Atlàntic a través del riu Sant Llorenç.
2. El riu Mississipi: El riu Mississippí, unit als seus afluents riu Vermell del Nord i riu Missouri, és el riu més llarg d'Amèrica del Nord. És el més cabalós del subcontinent i té una amplària màxima de 1.400 metres, amb una profunditat propera als 30 metres. El seu curs és accidentat, amb zones de ràpids i salts d'aigua en el seu naixement, però en el seu curs baix s'eixampla i es torna apte per a la navegació. Les crescudes de cabal són freqüents i provoquen la inundació de les àrees properes. Desemboca al Golf de Mèxic, formant un extens delta. Els seus principals afluents són: riu Illinois, riu Arkansas, riu Ohio, riu Vermell i riu Missouri.
El riu Mississippí és una part molt important de la història, literatura i economia dels Estats Units. El seu nom significa riu gran en idioma ojibwa. Al segle XIX els vaixells de vapor amb rodes de pales van solcar les seves aigües, fent florir grans ciutats comercials com Nova Orleans, Memphis o Saint Louis. Va ser també en aquesta època quan els afroamericans el van anomenar Old Man River i Mark Twain el va utilitzar com a escenari de les aventures del seu personatge universal, Tom Sawyer.
3. Cursos fluvials de l'Atlàntic: En ell desemboquen el riu Hudson, riu Delaware i riu Potomac (que travessa Washington D.C., la capital del país). Al Golf de Mèxic desemboquen els rius Mississippí, San Antonio i Bravo del Nord (aquest últim discorre pels estats de Colorado i Nou Mèxic, servint de frontera entre els Estats Units i Mèxic fins a la seva desembocadura).
4. Cursos fluvials del Pacífic: Al Golf de Califòrnia desemboca el riu Colorado (que rep el seu nom del color vermellós de les seves aigües, a causa de la gran quantitat de sediments que arrossega des del seu naixement a les muntanyes Rocoses). També destaquen el riu Colúmbia (que flueix a través del Canadà i dels Estats Units, formant un estuari a la seva desembocadura) i el seu afluent, el riu Snake, que neix al parc nacional de Yellowstone i té un règim nival. A Idaho, el riu Snake forma el canyó Snake i les cascades Shoshone, que salven un desnivell de 65 metres). A Alaska, el riu Yukon creua la península i desemboca al Mar de Bering.
5. Altres llacs: Destaquen el Gran Llac Salat a Utah; llac Champlain entre l'estat de Nova York i Quebec; llac Okeechobee a Florida i el llac Salton a Califòrnia.

## Llocs turístics
Als Estats Units hi ha moltes zones per a l'ús i gaudi del públic. Aquestes inclouen els Parcs nacionals, Monuments nacionals, Boscos nacionals, el Servei de pesca i vida silvestre, entre d'altres.